# Harry Austryn Wolfson
Harry Austryn Wolfson (Astryna, 2 novembre 1887 – Cambridge (Massachusetts), 19 settembre 1974) è stato uno storico della filosofia, ebraista e docente statunitense dell'Università di Harvard.

## Biografia
Harry Austryn Wolfson è nato da Sarah Savitsky e Max Mendel Wolfson ad Astryna (yiddish: Ostrin), Governatorato di Vilna (nell'attuale distretto di Ščučyn, regione di Hrodna, Bielorussia), e in gioventù ha studiato alla Slabodka yeshivah. Emigrò negli Stati Uniti con la sua famiglia nel 1903. Il viaggio di Wolfson includeva fermate a Grodno, Slonim, Białystok, Kovno, Slobodka, Vilna, New York, Scranton. Nel settembre 1908, Wolfson arrivò a Cambridge, nel Massachusetts, per frequentare l'Università di Harvard, dove sarebbe rimasto per il resto della sua carriera. Ha conseguito la laurea nel 1911, il master nel 1912 e il dottorato di ricerca nel 1915. Le sue uniche assenze furono gli anni 1912-1914, quando tenne una borsa di studio itinerante ad Harvard che gli permise di studiare e fare ricerca in Europa.
Wolfson fu nominato istruttore presso il Dipartimento di lingua e letteratura ebraica. Nel 1925, Wolfson divenne professore di letteratura e filosofia ebraica e, dal 1925 al 1958, il primo professore Nathan Littauer di letteratura e filosofia ebraica. Wolfson è stato il primo professore in qualsiasi università americana ad occupare una cattedra dedicata esclusivamente agli studi ebraici. Era uno studente e amico sia di George Santayana che di George Foot Moore. Ha ricevuto lauree honoris causa da 10 diverse università. Tra questi ci sono l'Università di Chicago (1935), l'Università Yeshiva (1950), la Brandeis University (1958) e la Columbia University (1970). È stato membro fondatore, fellow e presidente dell'American Academy for Jewish Research.
Wolfson non si è mai sposato. Morì a Cambridge, Massachusetts, il 19 settembre 1974. Suo fratello Nathan gli sopravvisse di 27 anni, vivendo fino all'età di 101 anni fino al 2001.

## Opere principali
Wolfson ha scritto e curato più di 150 libri e articoli, principalmente sulla filosofia ebraica, cristiana e islamica. La sua ricerca è stata dedicata a un esame della struttura e della crescita della filosofia. Meglio conosciuto per il suo lavoro sul filosofo Filone giudeo, Wolfson ha anche esaminato i filosofi Hasdai Crescas, Maimonide, Averroè, Baruch Spinoza, il Kalām, i Padri della Chiesa e le basi della religione occidentale. Le pubblicazioni più importanti di Wolfson includono:
- Crescas' Critique of Aristotle: Problems of Aristotle's Physics in Jewish and Arabic philosophy (1929)
- The Philosophy of Spinoza: Unfolding the Latent Processes of His Reasoning (1934)
- Philo: Foundations of Religious Philosophy in Judaism, Christianity and Islam (1947)
- The Philosophy of the Church Fathers (1956)
- The Philosophy of the Kalam (postumo 1975)
- Kalam Repercussions in Jewish philosophy (postumo 1979)
- Religious Philosophy: A Group of Essays (1961)
- Studies in the History of Philosophy and Religion. Volume 1 (1973) e Volume 2 (postumo 1975)

## Onorificenze
- 1933: Eletto all'American Academy of Arts and Sciences[12]
- 1949: National Jewish Book Award nella categoria Jewish Thought per Philo: Foundations of Religious Philosophy in Judaism, Christianity and Islam[13]
- 1956: Eletto all'American Philosophical Society[14]
- 1974: Finalista, National Book Awards nella categoria Philosophy And Religion per Studies in the History of Philosophy and Religion[15]